# Alice Brusewitz
Alice Brusewitz (roz. Palmer asi 1855 – asi 1922) byla novozélandská komerční fotografka.
Kolem roku 1887 se Brusewitz vdala za fotografa Henryho Elise Leopolda Brusewitze, který se narodil ve Švédsku a emigroval na Nový Zéland. Pár žil v Nelsonu a provozoval tam fotografickou firmu. Oba také fotografie vystavovali, například u příležitosti otevření galerie Suter Art Gallery v roce 1899.